# A 9. szalag
Az A 9. szalag (eredeti cím: Session 9) 2001-ben bemutatott amerikai pszichológiai horrordráma, amelyet Brad Anderson rendezett. A forgatókönyvet Anderson és Stephen Gevedon készítette. A produkció főszerepében David Caruso, Josh Lucas és Peter Mullan. 2001. augusztus 10-én mutatták be az Egyesült Államokban, a magyar bemutatóról nincs adat.

## Cselekmény
Gordon Fleming cégtulajdonos ajánlatot tesz a Danvers State Hospital azbesztmentesítésére. Kétségbeesetten pénzt keresve azt ígéri, hogy a munkát mindössze egy hét alatt elvégzi, holott két-három hétre lenne szükség. A munkaterület felmérése közben Gordon egy testetlen hangot hall, amely név szerint köszönti. Munkatársaival, Mike-kal, Phillel, Hankkel és Jeff-fel, nekilátnak a munkának, és Mike felfedez egy dobozt, amely kilenc hangfelvételt tartalmazó terápiás ülést tartalmaz. A szalagokon egy bizonyos Mary Hobbes-szal beszélget a pszichológusa. Mike a következő napokban elkezdi hallgatni a kazettákat. Az üléseken Mary pszichológusa megpróbálja feltárni egy két évtizeddel korábban otthonában elkövetett bűncselekmény részleteit. Mary számos személyiséget mutat, akiknek egyedi hangjuk és viselkedésük van.
Eközben Hank felfedez egy rejtekhelyet, ahol antik ezüstdolláros érméket és más értéktárgyakat talál a krematóriumból. Aznap késő este visszatér a kórházba, de egy ismeretlen megtámadja. Hank másnap nem jelenik meg a munkahelyén. Helyére egy másik munkást, Craig McManust veszik fel. Gordon bevallja Philnek, hogy megütötte a feleségét, Wendyt, miután az véletlenül forró vízzel lefröcskölte. A nő azóta nem hajlandó válaszolni a hívásaira, és nem engedi, hogy lássa a kislányukat. A kórház egyik lépcsőházában Jeff szemtanúja lesz annak, hogy Hank napszemüvegben, magában beszélgetve bámul ki az ablakon.
Hank eltűnik, és a férfiak szétválnak, hogy megkeressék, de Mike kénytelen tovább hallgatni a kazettákat. Jeff és Phil leereszkedik a kórház alatti alagutakba, ahol Phil megtalálja Hanket félmeztelenül, magában motyogva. A generátorból kifogy az üzemanyag, így a rémült Jeff a sötétség csapdájában marad. Mike helyreállítja az áramot, és folytatja a kilencedik és egyben utolsó szalag meghallgatását, amelyből kiderül, hogy Mary egyik rosszindulatú személyisége, „Simon” felelős azért, hogy Mary megölte a családját. Phil megtalálja Gordont Mary egykori kórházi szobájában, amint a lánya keresztelőjén készült fényképeket bámulja, amelyeket a falra ragasztott. Jeff kijön az alagutakból, és a céges furgonnál egy láthatatlan támadó megtámadja.
Másnap Gordon megérkezik a kórházba, és az egyik szobában találja Hanket fóliába csomagolva, a szeméből kiálló lobotómiás csákányt. Gordon megtámadja Craiget, mielőtt kihúzza Hank szeméből a lobotómiás csákányt, és Craig szemébe szúrja. Gordon disszociált állapotban megtalálja emberei holttestét a kórház különböző szobáiban, és elmeséli, hogy mindegyiket megölte. Arra is emlékszik, hogy megölte Wendyt, a lányát és a kutyát, miután Wendy ráöntötte a forró vizet.
Gordon zavartan próbál hazatelefonálni, hogy bocsánatot kérjen Wendytől. A kilencedik szalag egy részletét játsszák le: Mary orvosa megkérdezi tőle: „És hol laksz, Simon?”, mire „Simon” válaszol: „A gyengék és a sebesültek között élek, doki”.

## Szereplők
| Szerep         | Színész            | Magyar hangja          |
| -------------- | ------------------ | ---------------------- |
| Phil           | David Caruso       | Kőszegi Ákos           |
| Mike           | Stephen Gevedon    | Csőre Gábor            |
| Bill Griggs    | Paul Guilfoyle     | Sörös Sándor           |
| Hank           | Josh Lucas         | Dolmány Attila         |
| Gordon Fleming | Peter Mullan       | Epres Attila           |
| Jeff           | Brendan Sexton III | Markovics Tamás        |
| biztonsági őr  | Charley Broderick  | Bácskai János          |
| doktor         | Lonnie Farmer      | Sinkovits-Vitay András |
| Craig McManus  | Larry Fessenden    | Dézsy Szabó Gábor      |
| Mary Hobbes    | Jurian Hughes      | Törtei Tünde           |
| Wendy          | Sheila Stasack     | Mohácsi Nóra           |

## Fogadtatás

### Kritikai visszhang
A film általánosságban jó véleményeket generált. A Rotten Tomatoeson 67%-os minősítést ért el 76 értékelés alapján, az összefoglaló szerint: „Az A 9. szalag inkább a hangulatra, mint a vérre támaszkodik, és hatékonyan hátborzongató.” Kevin Thomas a Los Angeles Timestól azt írta: „Annyira hatásos, hogy a bizonytalanság érzése még sokáig megmarad, miután a színházi fények kialudtak.” Owen Gleiberman az Entertainment Weeklytől azt írta: „A vérité rémálom hangulatának csodája.” Robert Koehler a Varietytől azt írta: „Bár célja, hogy a pszichológiai horrorfilmet évekig tartó szunnyadás után újra életre keltse, A 9. szalag nem több, mint egy túlhajszolt gyakorlat a vörös heringekkel való tülekedésben, ráadásul nem is túl friss heringek.”
A Metacritic 58 pontot adott a 100-ból 16 vélemény alapján. Joe Morgenstern a Washington Street Journaltől azt írta: „Sima magabiztossággal húz be, majd a Ragyogás óta a legfélelmetesebb kísértetházban rendkívül hátborzongató fejlemények túsza leszel.” Lou Lumenick a New York Posttól azt írta: „A film távolról sem ijesztő. Kár érte, mert Peter Mullan és David Caruso remekül játszik.” Jay Carr a Boston Globe-tól azt írta: „Ennél jobb helyszínt nem is kívánhatnál egy horrorfilmhez. Amit viszont kérhetnél, az egy jobb forgatókönyv.”

### Bevétel adatai
A Box Office Mojo szerint a film 1,6 millió dolláros bevételt ért el, a költségvetésről nincs adat.